# Eine total, total verrückte Welt
Eine total, total verrückte Welt ist eine US-amerikanische Filmkomödie von Stanley Kramer aus dem Jahre 1963 mit Spencer Tracy in einer Hauptrolle. Auffällig viele Stars bekleiden selbst kleine Nebenrollen im Film, und es gibt diverse Cameo-Auftritte.

## Handlung
Smiler Grogan raubte einst eine Thunfischfabrik aus und erbeutete ein Vermögen. Er wurde zu 15 Jahren Haft verurteilt. Das Versteck des Geldes gab er nie preis. Als er entlassen wird, heftet sich die Polizei an seine Fersen, in der Hoffnung, er werde sie zum Geld führen. Auf einer bergigen, kurvenreichen Straße in Kalifornien erwischt Grogan, der den anderen Verkehrsteilnehmern schon durch seine riskante Fahrweise aufgefallen ist, eine Kurve nicht mehr und stürzt mit seinem Auto einen Abhang hinunter. Mehrere hilfsbereite Autofahrer eilen an die Unfallstelle. Der im Sterben liegende Gauner kann ihnen gerade noch sagen, dass er im Park von Santa Rosita unter einem „großen W“ 350.000 US-Dollar (2025: 3.600.000 US-Dollar) vergraben hat.
Nachdem die Autofahrer Zeugen von Grogans letztem Willen geworden sind, brechen sie hektisch auf und liefern sich einige groteske Überholmanöver. Bald bemerken sie die Sinnlosigkeit dieses Vorgehens, halten an und besprechen sich über den weiteren Ablauf. Dabei kommt man zu dem Schluss, dass es nicht unmoralisch wäre, das Geld zu behalten. Nach einer Diskussion über den Verteilungsschlüssel trennt man sich jedoch im Streit.
Nun beginnt eine turbulente Schatzsuche, zuerst in Form eines weiteren Straßenrennens, später kommen sogar Flugzeuge zum Einsatz. Einige Schatzsucher müssen als Anhalter weiterkommen. Man schreckt auch vor Autodiebstählen nicht zurück. Alle Beteiligten wollen das vergrabene Geld für sich allein haben und versuchen, die Konkurrenten auszutricksen. Aber nicht nur die Unfallzeugen mutieren von friedlichen Zeitgenossen zu raffgierigen Monstern: Auch Captain Culpeper vom Santa Rosita Police Department, der schon lange hinter Grogan her war, ist der Beute nicht nur aus professionellen Gründen auf der Spur, nachdem ihm eine Erhöhung seiner mageren Pension nicht gestattet wurde.
Die um drei weitere Mitwisser vergrößerte Meute kommt in zwei Taxis am Ziel an. Als man das Geld findet und gerade verhandeln will, wird es von Culpeper gestohlen. Nun verfolgen alle Culpeper, der sich den Geldkoffer unter den Arm geklemmt hat. Die Jagd endet in einem Hochhaus. Der Geldkoffer öffnet sich nach einem Handgemenge in schwindelnder Höhe, das Geld wird vom Winde verweht. Die Beteiligten finden sich alle auf einer wackeligen Feuerleiter wieder, die zusammenzubrechen droht. Sie retten sich panisch auf die Leiter eines Feuerwehrfahrzeugs, die ins Taumeln gerät und nach und nach alle abwirft.
Der Film endet im Krankenhaus, in dem die Beteiligten unter Polizeibewachung mit diversen Verletzungen im selben Zimmer liegen und sich gegenseitig beschimpfen, wobei ihnen bewusst ist, dass sie für ihre Handlungen ins Gefängnis gehen werden. Sie finden ihr Lachen wieder, als das „Schwiegermutter-Monster“ Mrs. Marcus dort auf einer Bananenschale ausrutscht.

## Kritiken
„Ins Groteske übersteigertes, überlanges Abenteuerspektakel mit moralisierender Tendenz, voller absurder Komik und zynischer Seitenhiebe.“

„Das Drehbuch zu "Eine total, total verrückte Welt" schrieb William Rose gemeinsam mit Ehefrau Tania. Rose, der auch das Skript zu "Ladykillers" vorgelegt hatte, hätte ein bitterböses Feuerwerk an Gags und Pointen zünden können, wäre da nicht Kramers Zeigefingerchen. So bleibt die reine Schadenfreude leider allzu oft auf der Strecke.“

## Hintergrund
- Der Film hat eine Ouvertüre, eine Intermission und eine Exit Music (Schlussmusik), bei denen nur Musik zu hören ist. Sie fehlen bei manchen TV-Ausstrahlungen und Veröffentlichungen. Mittlerweile erschien in den USA eine Blu-ray Disc mit der vollständigen 163-minütigen Kinofassung mit allen drei Musikstücken sowie eine um ursprünglich entfernte Szenen verlängerte Version mit fast 198 Minuten Laufzeit.
- Der Film hatte bei Previews eine Länge von zunächst 210 Minuten. Er wurde für die Premiere auf 192 Minuten gekürzt. Das Studio entfernte weitere 40 Minuten. 2014 erschien eine 197 Minuten lange Version auf DVD und Blu-ray, die aufwendig aus verschiedenen Quellen rekonstruiert wurde und die an einigen Stellen nur aus Audio-Szenen mit Standbildern oder Sketchzeichnungen besteht.
- Das American Film Institute wählte den Film auf Platz 40 der besten amerikanischen Komödien aller Zeiten.
- Stanley Kramer stellte den Film für die United Artists her.
- Ursprünglich war der Film als Cinerama-Produktion geplant. Jedoch entschied man sich aus Kostengründen für Ultra-Panavision. Eine Cinerama-Kopie (aus 1 mach 3) wurde jedoch Anfang der 1990er Jahre wiederentdeckt und zum Teil auf Laserdisc veröffentlicht.
- Den Vorspann des Films gestaltete Saul Bass.
- Eine Stop-Motion-Szene, das Finale auf der Feuerleiter, wurde durch Willis O’Brien und Jim Danforth ausgeführt; O’Brien erlebte die Fertigstellung des Films allerdings nicht mehr.
- Trotz Doubles kamen einige Hauptdarsteller nicht ohne Blessuren davon.
- Der Film Rat Race – Der nackte Wahnsinn greift die Idee des Films auf; Motiv des Rennens ist allerdings eine Wette. Ein Bollywood-Remake wurde 2007 unter dem Titel Dhamaal gedreht. Auch die zweite Staffel der Serie Prison Break wird häufig mit dem Film verglichen.[3][4][5]
- Der James-Brown-Hit It’s a Man’s Man’s Man’s World von 1966 spielt auf den Originaltitel dieses Films an.
- Stanley Kramer bot Stan Laurel  (Laurel und Hardy) einen Cameo-Auftritt im Film an. Dieser lehnte jedoch ab, da er nie wieder ohne seinen Filmpartner und Freund Oliver Hardy, der 1957 verstorben war, auftreten wollte. Bis zu seinem eigenen Tod 1965 hielt er trotz mehrerer weiterer Angebote daran fest.

## Auszeichnungen
- 1964: Golden-Globe-Nominierung: Bester Komödien- oder Musicalfilm
- 1964: Golden-Globe-Nominierung: Bester Komödien- oder Musicaldarsteller
- 1964: Oscar-Nominierung: Beste Kamera in einem Farbfilm
- 1964: Oscar-Nominierung: Bester Schnitt
- 1964: Oscar-Nominierung: Bester Ton
- 1964: Oscar: Bester Tonschnitt
- 1964: Oscar-Nominierung: Beste Originalmusik
- 1964: Oscar-Nominierung: Bester Song
- 1964: Laurel Award: Beste Roadshow
- 1964: Laurel Award: Bester Song
- 1965: Edgar-Allan-Poe-Award-Nominierung: Bester Film

## Synchronisation
Die deutsche Synchronbearbeitung entstand 1963.
| Rolle                 | Darsteller                 | Synchronsprecher    |
| --------------------- | -------------------------- | ------------------- |
| Cpt. T. G. Culpeper   | Spencer Tracy              | Walther Suessenguth |
| J. Russell Finch      | Milton Berle               | Arnold Marquis      |
| Melville Crump        | Sid Caesar                 | Curt Ackermann      |
| Benjy Benjamin        | Buddy Hackett              | Wolfgang Gruner     |
| Mrs. Marcus           | Ethel Merman               | Friedel Schuster    |
| Ding „Dingy“ Bell     | Mickey Rooney              | Gerd Duwner         |
| Sylvester Marcus      | Dick Shawn                 | Michael Chevalier   |
| Otto Meyer            | Phil Silvers               | Franz-Otto Krüger   |
| J. Algernon Hawthorne | Terry-Thomas               | John Pauls-Harding  |
| Lennie Pike           | Jonathan Winters           | Benno Hoffmann      |
| Monica Crump          | Edie Adams                 | Ingeborg Wellmann   |
| Emeline Marcus-Finch  | Dorothy Provine            | Claudia Brodzinska  |
| Zweiter Taxifahrer    | Eddie „Rochester“ Anderson | Martin Hirthe       |
| Dritter Taxifahrer    | Peter Falk                 | Bruno W. Pantel     |
| Gertie                | ZaSu Pitts                 | Elfe Schneider      |